# سمرون (توت ندة)
سمرون (بالفارسية: سمرون) هي قرية تقع في إيران في قسم توت ندة الريفي. يقدر عدد سكانها بـ 478 نسمة بحسب إحصاء 2016.